# 石井繁礼
石井 繁礼（いしい しげのり、1949年11月17日 - ）は、日本の実業家。川崎近海汽船株式会社代表取締役社長や、同社代表取締役会長、日本内航海運組合総連合会理事などを務めた。

## 人物・経歴
大阪府出身。1968年大阪府立三国丘高等学校卒業。1972年神戸大学経営学部卒業、川崎汽船入社。2002年川崎汽船取締役電力炭グループ長。2005年川崎汽船常務取締役。2006年川崎汽船常務執行役員。2009年川崎近海汽船常務取締役。2010年川崎近海汽船専務取締役。2011年から川崎近海汽船代表取締役社長を務め、人手不足に対応して新航路開設などを進めた。2017年川崎近海汽船代表取締役会長。2020年川崎近海汽船特別顧問。この間、2011年から内航労務協会副会長も務めたほか、日本内航海運組合総連合会理事なども歴任した。